# Utetes rhodopensis
Utetes rhodopensis är en stekelart som först beskrevs av Zaykov 1983.  Utetes rhodopensis ingår i släktet Utetes och familjen bracksteklar. Inga underarter finns listade i Catalogue of Life.